# Nino Tamassia
Giovanni Tamassia detto Nino (Revere, 1º dicembre 1860 – Padova, 11 dicembre 1931) è stato un giurista e politico italiano, studioso di storia del diritto e accademico dei Lincei.

## Biografia
Nacque a Revere, da Serafino ed Elisa Malagola. Ebbe una sorella, di nome Pia, e un fratello maggiore, il medico Arrigo Tamassia.

### Studi e carriera accademica
Dopo la laurea in Giurisprudenza all'Università degli Studi di Pavia, fu avviato da Pasquale Del Giudice agli studi di storia del diritto, che perfeziono con Rudolph Sohm all'Università di Strasburgo. Dopo la libera docenza conseguita a Pavia, Tamassia fu professore ordinario di Storia del diritto italiano all'Università degli Studi di Parma dal 28 novembre 1886, e presso l'Università di Pisa dal 13 maggio 1888. Dall'8 agosto 1895 fu ordinario della stessa materia all'Università degli Studi di Padova, della cui Facoltà di Giurisprudenza fu preside dal 1910 al 1919. Dei suoi anni in questa università il suo allievo Alberto Trabucchi narrava il seguente episodio occorso durante una lezione in aula: una studentessa (poche all'epoca) sorrise durante una lezione e Tamassia la cacciò dalla lezione dicendo "e si ricordi signorina, nessuno ha mai riso in faccia a Nino Tamassia!"
Fu uno specialista del diritto barbarico e medievale, il cui originale contributo fu teso a chiarire i rapporti esistenti con la tradizione del diritto romano, ridimensionando, in molti casi, il peso attribuito al diritto germanico dalla tradizione scientifica tedesca di cui, nell'ateneo patavino, era importante esponente il professor Francesco Schupfer.

### Incarichi e affiliazioni accademiche
- Membro del Consiglio superiore della pubblica istruzione (1905-1910)
- Membro dell'Istituto veneto di scienze, lettere ed arti di Venezia: corrispondente dal 22 maggio 1897, effettivo dal 19 luglio 1906, membro effettivo pensionato dal 15 aprile 1920, vicepresidente dal 2 febbraio 1926 e presidente dal 19 febbraio 1928 al 6 febbraio 1930
- Socio corrispondente della Deputazione di storia patria per le Venezie dal 5 novembre 1899 e socio effettivo dal 10 novembre 1918
- Presidente dell'Accademia galileiana di scienze, lettere e arti di Padova dal 1918 al 1920
- Membro dell'Accademia dei Lincei: socio corrispondente dal 25 luglio 1921 e socio nazionale dal 4 novembre 1926

### Attività politica
Nino Tamassia fu politicamente impegnato, schierandosi decisamente su posizioni interventiste in occasione del primo conflitto mondiale, a cui prese parte attivamente. Il 6 ottobre 1919, nella XXV Legislatura, fu nominato Senatore del Regno d'Italia da Vittorio Emanuele III.

### Incarichi parlamentari
- Membro della Commissione speciale per l'esame della proposta "Per modificazioni al Regolamento Giudiziario del Senato per stabilire incompatibilità per il patrocinio dinnanzi all'Alta Corte di Giustizia" (9 giugno 1923)
- Membro supplente della Commissione d'istruzione dell'Alta Corte di Giustizia (3 giugno 1924 - 8 dicembre 1925, dimissionario)

### Famiglia
Nino Tamassia sposò Carmela Centazzo, da cui ebbe una figlia di nome Mirelia. Nel 1943, l'abitazione padovana della famiglia del senatore, in via dell'Ospedale 10, offrì per breve tempo un nascondiglio al latinista e antifascista Concetto Marchesi, suo vecchio amico, in attesa di fuggire a Milano, per riparare infine in Svizzera.

## Opere
- Alcune osservazioni intorno al comes gothorum nelle sue attinenze colla costituzione romana e lo stabilimento dei barbari in Italia, Milano, Tip. Bortolotti di Dal Bono e C., 1884
- L'alienazione degli immobili e gli eredi secondo gli antichi diritti germanici e specialmente il longobardo, Milano, U. Hoepli, 1885
- L'affratellamento : studio storico-giuridico, Torino, F.lli Bocca, 1886
- Longobardi, Franchi e Chiesa romana fino a' tempi di re Liutprando, Bologna, N. Zanichelli, 1888
- Le fonti dell'Editto di Rotari , Pisa, E. Spoerri, 1889
- Odofredo : studio storico-giuridico, Bologna, Tip. Fava e Garagnani, 1894
- Per la storia dell'Autentico , Venezia, Tip. C. Ferrari, 1898
- Lezioni di storia del diritto italiano : anno 1899-900, Padova?, [s.n.], 1900?
- Stranieri ed ebrei nell'Italia meridionale dall'età romana alla sveva, Venezia, Segreteria del Reale Istituto, [s.d.]
- Il testamento del marito : studio di storia giuridica italiana, Bologna, N. Zanichelli, 1905
- S. Francesco d'Assisi e la sua leggenda, Padova-Verona, Fratelli Drucker, 1906
- Lezioni di diritto ecclesiastico, Padova, La Motolitografica, 1909?
- La famiglia italiana nei secoli decimoquinto e decimosesto, Milano, Sandron, 1910
- Storia del diritto italiano : storia delle fonti dall'eta romana ai tempi nostri, Padova, La Litotipo, 1923
- Lezioni di storia del diritto italiano : la proprieta, Padova, La Litotipo, 1927
- Testamentum militis e diritto germanico, Venezia, Carlo Ferrari, 1927

### Fonti utilizzate
- Luigi Federzoni, Alfredo Rocco, Commemorazione in: Senato del Regno, Atti parlamentari, Discussioni, 14 dicembre 1931
- Giannino Ferrari dalle Spade, Tamassia, Nino, in Dizionario biografico degli italiani, vol. 94, Roma, Istituto dell'Enciclopedia Italiana, 1937.
- Tamassìa, Nino (propr. Giovanni), in Treccani.it – Enciclopedie on line, Roma, Istituto dell'Enciclopedia Italiana.
- Giannino Ferrari, TAMASSIA, Nino, in Enciclopedia Italiana, Roma, Istituto dell'Enciclopedia Italiana, 1937.